# Planet (компания)
Planet (ранее называвшаяся Fintrax и Premier Tax Free) — финансовая компания, специализирующаяся на мультивалютных платежах, обработке кредитных карт и возмещении НДС для туристов. Компания предоставляет свои услуги туристам, международным ретейлерам, отелям и банкам по всему миру. Штаб-квартира компании находится в Ирландии, региональные офисы расположены в Париже и Лондоне.

## История
Premier Tax Free, основанная в 1985 году в Голуэй, Ирландия, как Cashback Ltd., помогала получать налоговое возмещение с покупок, сделанных в Ирландии иностранными туристами: услуга, которая позволяла, в соответствии с законодательством Европейского Союза, возвращать НДС с приобретённых и экспортированных в частном порядке товаров.
В период с 1993 по 1999 год деятельность компании распространилась по всей Европе. Cashback Ltd. открывает своё представительство сначала во Франции, а затем и в Великобритании, Италии, Швейцарии, Испании, Австрии, Бельгии, Нидерландах, Германии и Польше.
В 2000 году была запущена услуга динамической конвертации валют и начато проведение операций в Австралии и Канаде.
В 2002 году компания была преобразована в группу Premier Tax Free, в качестве глобального бренда и торговой марки. Уже в новом качестве компания продолжила расширение по всему миру предоставляя свои услуги в Чехии, Иордании, Сингапуре, Новой Зеландии, Дании, Португалии, Мексике, Венгрии, Марокко и Швеции.
В 2011 году компания рапортовала об увеличении количества такс-фри транзакций для производителя модной одежды Hugo Boss на 150 %, после применения решения автоматических пунктов продаж.
В 2012 году, после дальнейших успехов и распространения своих услуг на Уругвай, Грецию и Аргентину, предыдущий владелец и предприниматель Жерар Барри продаёт Fintrax Group, включающую Premier Tax Free, частной инвестиционной компании Exponent за 170 миллионов евро.
В 2013 году, Premier Tax Free объединяется с компанией Tax Free Worldwide. Совместное предприятие предоставляет свои услуги более чем 150 000 коммерсантам по всему миру.
В 2015 году французская инвестиционная компания Eurazeo приобрела контрольный пакет акций Fintrax у Exponent Private Equity.
В 2017 году произошло слияние Fintrax Group и Planet Payment, с 2018 года объединённая компания называется Planet.